# Elia Volpi
Elia Volpi (Città di Castello, 25 marzo 1858 – Firenze, 27 novembre 1938) è stato un mercante d'arte, antiquario e pittore italiano, celebre per aver creato la collezione di palazzo Davanzati a Firenze.

## Biografia
Dopo aver esercitato con profitto la professione di antiquario, nel 1904 acquistò lo storico palazzo fiorentino Davanzati. Egli lo restaurò ed arredò secondo lo stile trecentesco, per farne la sede prestigiosa della propria attività, come allora nessun altro antiquario in Europa poteva vantare. Nel 1910 lo aprì al pubblico per la prima volta come museo privato "della Casa Fiorentina antica", che fu subito molto amato dai collezionisti stranieri e dai viaggiatori, che spesso lo visitavano per prendere spunto per l'arredo delle loro abitazioni. Nel 1907 aveva anche acquistato il cinquecentesco palazzo Vitelli alla Cannoniera a Città di Castello, che donò in seguito al Comune per farne sede della Pinacoteca.
Nel 1916 Volpi organizzò con la collaborazione dell'antiquario Luigi Orselli, una memorabile asta a New York, dove vendette con grande profitto l'intero mobilio del palazzo fiorentino ricavandone l'astronomica cifra di un milione di dollari dell'epoca: l'evento è ricordato come un'importante tappa per la diffusione del gusto neorinascimentale negli Stati Uniti. Nel 1920 la casa era stata riarredata e di nuovo il mobilio fu oggetto di vendita nel 1924, ma questa volta invece di andare disperso venne acquistato dagli antiquari di origine egiziana Vitale e Leopoldo Bengujat, che affittarono anche l'edificio e di lì a poco lo acquistarono (1926). Nel 1927 scoppiò lo scandalo dei falsi dello scultore Alceo Dossena, spacciati per opere dei più celebri nomi del Rinascimento, che lo coinvolse, facendogli patire una dura campagna di stampa, ma risarcì tutti i clienti truffati. Nel 1934 l'arredo del palazzo venne venduto all'asta e acquistato dalla Spanish Art Gallery. Solo nel 1951 il palazzo fu acquistato dallo Stato Italiano.